# Рыдоложь
Рыдоложь — река в России, протекает по Пестовскому району Новгородской области. Устье реки находится в 26 км от устья реки Меглинки по правому берегу. Исток из Гусевского озера в деревне Борки, в Гусевское озеро впадает речка Поросла (Поросль) и ручей Коневик. Длина реки, с учётом Гусевского озера и небольшой речки Поросла (Поросли), берущей начало в Лесном районе Тверской области, составляет 40 км, площадь водосборного бассейна — 234 км².
По течению реки Рыдоложь расположены деревни Пестовского района Новгородской области Борки, Малашкино и Пальцево.

## Данные водного реестра
По данным государственного водного реестра России относится к Верхневолжскому бассейновому округу, водохозяйственный участок реки — Молога от истока и до устья, речной подбассейн реки — Реки бассейна Рыбинского водохранилища. Речной бассейн реки — (Верхняя) Волга до Куйбышевского водохранилища (без бассейна Оки).
Код объекта в государственном водном реестре — 08010200112110000006320.